# Église de la Décollation-de-Saint-Jean-Baptiste d'Allassac
L'église de la Décollation-de-Saint-Jean-Baptiste est une église catholique située à Allassac, dans le département français de la Corrèze.

## Localisation
L'église est située dans le département français de la Corrèze, sur la commune d'Allassac.

## Historique
L'église a été classée au titre des monuments historiques le 24 octobre 1914.

## Mobilier
L'église abrite plusieurs objets classés au titre des monuments historiques dont l'ensemble du maître-autel :
- retable de l'autel principal[3],
- tabernacle[4],
- tableau du Christ en Croix[5], copie d'un tableau de Velasquez par Émilie Bruine, en 1869, volé en 2002,
- statues de saint Jean-Baptiste et de saint Joseph datées de 1679[6],
- chaire à prêcher datée de 1681[7],
- autel avec 3 statues de la chapelle sud[8],
- lutrin du XVIIe siècle[9],
- groupe sculpté de la Vierge de Pitié[10].